# Perochaeta hennigi
Perochaeta hennigi är en tvåvingeart som beskrevs av Ozerov 1992. Perochaeta hennigi ingår i släktet Perochaeta och familjen svängflugor.
Artens utbredningsområde är Sri Lanka. Inga underarter finns listade i Catalogue of Life.